# Chak Jhumra
Chak Jhumra é uma cidade do Paquistão localizada na província de Punjab.